# Lucien-Louis-Joseph-Napoléon Bonaparte
Lucien-Louis-Joseph-Napoléon Bonaparte, francoski rimskokatoliški duhovnik in kardinal, * 15. november 1828, Rim, † 19. november 1895.

## Življenjepis
13. decembra 1857 je prejel duhovniško posvečenje.
13. marca 1868 je bil povzdignjen v kardinala in imenovan za kardinal-duhovnika S. Pudenziana.
19. septembra 1879 je postal kardinal-duhovnik S. Lorenzo in Lucina.